# Copa Asiática Sub-20 de la AFC 2025
La Copa Asiática Sub-20 de 2025 fue la 42.ª edición de la Copa Asiática Sub-20 de la AFC (incluye datos del torneo bajo la denominación de Campeonato Sub-19 de la AFC), el campeonato internacional bienal de fútbol juvenil organizado por la AFC para las selecciones nacionales masculinas sub-20 de Asia. 
Los cuatro mejores equipos del torneo se clasificaron para la Copa Mundial de Fútbol Sub-20 de 2025 a celebrarse en Chile como representantes de la AFC. 
Esta edición fue la segunda que se jugó como un torneo sub-20, ya que la AFC decidió cambiar el torneo de sub-19 a sub-20 a partir de 2023, de esta manera el torneo pasó de llamarse AFC Campeonato Sub-19 a Copa Asiática Sub-20 de la AFC.
El 24 de mayo de 2024, la AFC anunció que China sería la sede del torneo.

## Equipos participantes
| Equipos participantes | Equipos participantes | Equipos participantes | Equipos participantes |
| --------------------- | --------------------- | --------------------- | --------------------- |
| Arabia Saudita        | Corea del Norte       | Irán                  | Siria                 |
| Australia             | Corea del Sur         | Japón                 | Tailandia             |
| Catar                 | Indonesia             | Jordania              | Uzbekistán            |
| China                 | Irak                  | Kirguistán            | Yemen                 |

## Sorteo
El sorteo de la fase final se llevó a cabo el 7 de noviembre de 2024 en Shenzhen, China.

## Sedes
La competición se llevó a cabo en Shenzhen.

## Fase de grupos

### Grupo A
| Equipo     | Pts | PJ | PG | PE | PP | GF | GC | Dif | Clasificación    |
| ---------- | --- | -- | -- | -- | -- | -- | -- | --- | ---------------- |
| Australia  | 9   | 3  | 3  | 0  | 0  | 10 | 3  | 7   | Cuartos de final |
| China      | 6   | 3  | 2  | 0  | 1  | 8  | 5  | 3   | Cuartos de final |
| Catar      | 3   | 3  | 1  | 0  | 2  | 6  | 5  | 1   |                  |
| Kirguistán | 0   | 3  | 0  | 0  | 3  | 3  | 14 | -11 |                  |

| 12 de febrero | Australia                                         | 5:1     | Kirguistán              | Estadio Bao'an, Shenzhen                               |                                                        |
| 17:15         | - Jovanovic 4', 61' - Bennie 15' - Toure 26', 31' | Reporte | - Almazbekov 73' (pen.) | Asistencia: 655 espectadores Árbitro(s): Choi Hyun-jai | Asistencia: 655 espectadores Árbitro(s): Choi Hyun-jai |

| 12 de febrero | China                              | 2:1     | Catar           | Shenzhen Youth Football Training Base, Shenzhen          |                                                          |
| 19:30         | - Kuai Jiwen 17' - Liu Chengyu 21' | Reporte | - Faragalla 55' | Asistencia: 5152 espectadores Árbitro(s): Qasim Al-Hatmi | Asistencia: 5152 espectadores Árbitro(s): Qasim Al-Hatmi |

| 15 de febrero | Catar       | 1:3     | Australia                                 | Shenzhen Youth Football Training Base, Shenzhen                 |                                                                 |
| 17:15         | - Gouda 19' | Reporte | - Badolato 24' - Bosnjak 52' - Bennie 69' | Asistencia: 1 072 espectadores Árbitro(s): Zaid Thamer Mohammed | Asistencia: 1 072 espectadores Árbitro(s): Zaid Thamer Mohammed |

| 15 de febrero | Kirguistán                    | 2:5     | China                                                                               | Estadio Bao'an, Shenzhen                                   |                                                            |
| 19:30         | - Madavinov 25' - Madanov 64' | Reporte | - Liu Chengyu 13' - Wang Yudong 45' (pen.) - Mao Weijie 49' - Zhu Pengyu 80', 90+2' | Asistencia: 7 944 espectadores Árbitro(s): Thoriq Alkatiri | Asistencia: 7 944 espectadores Árbitro(s): Thoriq Alkatiri |

| 18 de febrero | China            | 1:2     | Australia                 | Estadio Bao'an, Shenzhen                                   |                                                            |
| 19:30         | - Kuai Jiwen 29' | Reporte | - Memeti 23' - Agosti 25' | Asistencia: 8 743 espectadores Árbitro(s): Abdullah Jamali | Asistencia: 8 743 espectadores Árbitro(s): Abdullah Jamali |

| 18 de febrero | Kirguistán | 0:4     | Catar                                                   | Shenzhen Youth Football Training Base, Shenzhen          |                                                          |
| 19:30         |            | Reporte | - Tahsin 28' - Moath 45+5' - Khaled 55' - Noureldin 83' | Asistencia: 267 espectadores Árbitro(s): Hiroki Kasahara | Asistencia: 267 espectadores Árbitro(s): Hiroki Kasahara |

### Grupo B
| Equipo          | Pts | PJ | PG | PE | PP | GF | GC | Dif | Clasificación    |
| --------------- | --- | -- | -- | -- | -- | -- | -- | --- | ---------------- |
| Arabia Saudita  | 6   | 3  | 2  | 0  | 1  | 3  | 2  | 1   | Cuartos de final |
| Irak            | 5   | 3  | 1  | 2  | 0  | 2  | 1  | 1   | Cuartos de final |
| Jordania        | 4   | 3  | 1  | 1  | 1  | 2  | 2  | 0   |                  |
| Corea del Norte | 1   | 3  | 0  | 1  | 2  | 3  | 5  | -2  |                  |

| 13 de febrero | Irak             | 1:1     | Corea del Norte    | Estadio Bao'an, Shenzhen                                 |                                                          |
| 15:00         | - Aymen Luai 32' | Reporte | - Kim Jin-Song 62' | Asistencia: 266 espectadores Árbitro(s): Abdullah Jamali | Asistencia: 266 espectadores Árbitro(s): Abdullah Jamali |

| 13 de febrero | Jordania | 0:1     | Arabia Saudita | Longhua Cultural and Sports, Shenzhen                       |                                                             |
| 19:30         |          | Reporte | - Haqawi 46'   | Asistencia: 472 espectadores Árbitro(s): Ahmed Eisa Darwish | Asistencia: 472 espectadores Árbitro(s): Ahmed Eisa Darwish |

| 16 de febrero | Corea del Norte          | 1:2     | Jordania        | Longhua Cultural and Sports, Shenzhen                   |                                                         |
| 15:00         | - Ri Jong-dok 83' (pen.) | Reporte | - Sabra 6', 72' | Asistencia: 603 espectadores Árbitro(s): Alexander King | Asistencia: 603 espectadores Árbitro(s): Alexander King |

| 16 de febrero | Arabia Saudita | 0:1     | Irak         | Estadio Bao'an, Shenzhen                                |                                                         |
| 19:30         |                | Reporte | - Faisal 25' | Asistencia: 827 espectadores Árbitro(s): Qasim Al-Hatmi | Asistencia: 827 espectadores Árbitro(s): Qasim Al-Hatmi |

| 19 de febrero | Irak | 0:0     | Jordania | Estadio Bao'an, Shenzhen      |                               |
| 15:00         |      | Reporte |          | Árbitro(s): Asker Nadjafaliev | Árbitro(s): Asker Nadjafaliev |

| 19 de febrero | Arabia Saudita            | 2:1     | Corea del Norte    | Shenzhen Youth Football Training Base, Shenzhen |                            |
| 15:00         | - Haqawi 51' - Thamer 85' | Reporte | - Han Jae-Yong 28' | Árbitro(s): Ammar Mahfoodh                      | Árbitro(s): Ammar Mahfoodh |

### Grupo C
| Equipo     | Pts | PJ | PG | PE | PP | GF | GC | Dif | Clasificación    |
| ---------- | --- | -- | -- | -- | -- | -- | -- | --- | ---------------- |
| Irán       | 9   | 3  | 3  | 0  | 0  | 11 | 1  | 10  | Cuartos de final |
| Uzbekistán | 6   | 3  | 2  | 0  | 1  | 5  | 3  | 2   | Cuartos de final |
| Indonesia  | 1   | 3  | 0  | 1  | 2  | 1  | 6  | -5  |                  |
| Yemen      | 1   | 3  | 0  | 1  | 2  | 0  | 7  | -7  |                  |

| 13 de febrero | Uzbekistán     | 1:0     | Yemen | Shenzhen Youth Football Training Base, Shenzhen      |                                                      |
| 17:15         | - Urinboev 26' | Reporte |       | Asistencia: 179 espectadores Árbitro(s): Shen Yinhao | Asistencia: 179 espectadores Árbitro(s): Shen Yinhao |

| 13 de febrero | Irán                                 | 3:0     | Indonesia | Shenzhen Youth Football Training Base, Shenzhen          |                                                          |
| 19:30         | - Hesam 5' - Esmaeil 63' - Mobin 70' | Reporte |           | Asistencia: 356 espectadores Árbitro(s): Hiroki Kasahara | Asistencia: 356 espectadores Árbitro(s): Hiroki Kasahara |

| 16 de febrero | Yemen | 0:6     | Irán                                                                                       | Shenzhen Youth Football Training Base, Shenzhen        |                                                        |
| 17:15         |       | Reporte | - Zamani 26', 34' - Gholizadeh 42' - Moqbel 45+2' (a.g.) - Ghandipour 46' - Zoleikhaei 72' | Asistencia: 224 espectadores Árbitro(s): Choi Hyun-Jai | Asistencia: 224 espectadores Árbitro(s): Choi Hyun-Jai |

| 16 de febrero | Indonesia   | 1:3     | Uzbekistán                                         | Shenzhen Youth Football Training Base, Shenzhen          |                                                          |
| 19:30         | - Raven 23' | Reporte | - Urinboev 21' - Khaydarov 47' - Saidnurullaev 63' | Asistencia: 510 espectadores Árbitro(s): Abdullah Jamali | Asistencia: 510 espectadores Árbitro(s): Abdullah Jamali |

| 19 de febrero | Uzbekistán     | 1:2     | Irán                              | Shenzhen Youth Football Training Base, Shenzhen        |                                                        |
| 19:30         | - Urinboev 81' | Reporte | - Yousef 52' - Esmaeil 66' (pen.) | Asistencia: 252 espectadores Árbitro(s): Zaid Mohammed | Asistencia: 252 espectadores Árbitro(s): Zaid Mohammed |

| 19 de febrero | Indonesia | 0:0     | Yemen | Shenzhen Youth Football Training Base, Shenzhen              |                                                              |
| 19:30         |           | Reporte |       | Asistencia: 236 espectadores Árbitro(s): Abdulhadi Al-Ruaile | Asistencia: 236 espectadores Árbitro(s): Abdulhadi Al-Ruaile |

### Grupo D
| Equipo        |  | Pts | PJ | PG | PE | PP | GF | GC | Dif | Clasificación    |
| ------------- |  | --- | -- | -- | -- | -- | -- | -- | --- | ---------------- |
| Corea del Sur |  | 7   | 3  | 2  | 1  | 0  | 7  | 3  | 4   | Cuartos de final |
| Japón         |  | 5   | 3  | 1  | 2  | 0  | 6  | 3  | 3   | Cuartos de final |
| Siria         |  | 2   | 3  | 0  | 2  | 1  | 5  | 6  | -1  |                  |
| Tailandia     |  | 1   | 3  | 0  | 1  | 2  | 3  | 9  | -6  |                  |

| 14 de febrero | Corea del Sur                     | 2:1     | Siria      | Longhua Cultural and Sports, Shenzhen                   |                                                         |
| 15:00         | - Shin Sung 8' - Baek Min-gyu 23' | Reporte | - Abdi 60' | Asistencia: 363 espectadores Árbitro(s): Ammar Mahfoodh | Asistencia: 363 espectadores Árbitro(s): Ammar Mahfoodh |

| 14 de febrero | Japón                                        | 3:0     | Tailandia | Shenzhen Youth Football Training Base, Shenzhen               |                                                               |
| 17:15         | - Ishii 14' - Ichihara 33' (pen.) - Sato 69' | Reporte |           | Asistencia: 184 espectadores Árbitro(s): Abdulhadi Al-Rowaily | Asistencia: 184 espectadores Árbitro(s): Abdulhadi Al-Rowaily |

| 17 de febrero | Siria                     | 2:2     | Japón                     | Longhua Cultural and Sports, Shenzhen |                                |
| 15:00         | - Mustafa 10' - Soufi 33' | Reporte | - Ozeki 24' - Takaoka 85' | Árbitro(s): Ahmed Eisa Darwish        | Árbitro(s): Ahmed Eisa Darwish |

| 17 de febrero | Tailandia      | 1:4     | Corea del Sur                                   | Shenzhen Youth Football Training Base, Shenzhen            |                                                            |
| 17:15         | - Yotsakon 23' | Reporte | - Do-Yong 32' - Tae-won 59' 86' - Seung-Soo 89' | Asistencia: 165 espectadores Árbitro(s): Asker Nadjafaliev | Asistencia: 165 espectadores Árbitro(s): Asker Nadjafaliev |

| 20 de febrero | Japón       | 1:1     | Corea del Sur   | Shenzhen Youth Football Training Base, Shenzhen         |                                                         |
| 15:00         | - Kanda 28' | Reporte | - Tae-won 90+1' | Asistencia: 310 espectadores Árbitro(s): Alexander King | Asistencia: 310 espectadores Árbitro(s): Alexander King |

| 20 de febrero | Siria                     | 2:2     | Tailandia           | Longhua Cultural and Sports, Shenzhen                    |                                                          |
| 15:00         | - Kalou 52' - Mustafa 71' | Reporte | - Thanawut 73', 81' | Asistencia: 277 espectadores Árbitro(s): Thoriq Alkatiri | Asistencia: 277 espectadores Árbitro(s): Thoriq Alkatiri |

## Fase eliminatoria
En la fase eliminatoria se utilizarán tiempos extra y tandas de penaltis para decidir el ganador, si es necesario.

|  | Cuartos de final   | Cuartos de final |                |                     | Semifinales   | Semifinales   |  |                | Final      | Final      |  |
|  | 22-23 de febrero   | 22-23 de febrero |                |                     | 26 de febrero | 26 de febrero |  |                | 1 de marzo | 1 de marzo |  |
|  |                    |                  |                |                     |               |               |  |                |            |            |  |
|  |                    |                  |                |                     |               |               |  |                |            |            |  |
|  | Australia          | 3                |                |                     |               |               |  |                |            |            |  |
|  | Australia          | 3                |                |                     |               |               |  |                |            |            |  |
|  | Irak               | 2                |                |                     |               |               |  |                |            |            |  |
|  | Irak               | 2                |                | Australia           | 2             |               |  |                |            |            |  |
|  |                    |                  |                | Australia           | 2             |               |  |                |            |            |  |
|  |                    |                  | Japón          | 0                   |               |               |  |                |            |            |  |
|  | Irán               | 1 (3)            | Japón          | 0                   |               |               |  |                |            |            |  |
|  | Irán               | 1 (3)            |                |                     |               |               |  |                |            |            |  |
|  | Japón (p.)         | 1 (4)            |                |                     |               |               |  |                |            |            |  |
|  | Japón (p.)         | 1 (4)            |                |                     |               |               |  | Australia (p.) | 1(5)       |            |  |
|  |                    |                  |                |                     |               |               |  | Australia (p.) | 1(5)       |            |  |
|  |                    |                  | Arabia Saudita | 1 (4)               |               |               |  |                |            |            |  |
|  | Arabia Saudita     | 1                | Arabia Saudita | 1 (4)               |               |               |  |                |            |            |  |
|  | Arabia Saudita     | 1                |                |                     |               |               |  |                |            |            |  |
|  | China              | 0                |                |                     |               |               |  |                |            |            |  |
|  | China              | 0                |                | Arabia Saudita (p.) | 0 (3)         |               |  |                |            |            |  |
|  |                    |                  |                | Arabia Saudita (p.) | 0 (3)         |               |  |                |            |            |  |
|  |                    |                  | Corea del Sur  | 0 (2)               |               |               |  |                |            |            |  |
|  | Corea del Sur (p.) | 3 (3)            | Corea del Sur  | 0 (2)               |               |               |  |                |            |            |  |
|  | Corea del Sur (p.) | 3 (3)            |                |                     |               |               |  |                |            |            |  |
|  | Uzbekistán         | 3 (1)            |                |                     |               |               |  |                |            |            |  |
|  | Uzbekistán         | 3 (1)            |                |                     |               |               |  |                |            |            |  |
|  |                    |                  |                |                     |               |               |  |                |            |            |  |

### Cuartos de final
Los ganadores se clasifican para la Copa Mundial Sub-20 de la FIFA 2025.
| 22 de febrero | Arabia Saudita  | 1:0     | China | Estadio base de entrenamiento de fútbol juvenil de Shenzhen, Shenzhen |                                                           |
| 16:15         | - Yuhaybi 90+5' | Reporte |       | Asistencia: 6 058 espectadores Árbitro(s): Alexander King             | Asistencia: 6 058 espectadores Árbitro(s): Alexander King |

| 22 de febrero | Australia                                     | 3:2     | Irak                       | Estadio Bao'an, Shenzhen                                  |                                                           |
| 19:30         | - Jovanovic 22' - Kikianis 62' - Badolato 74' | Reporte | - Amoori 15' - Mustafa 26' | Asistencia: 1 109 espectadores Árbitro(s): Ammar Mahfoodh | Asistencia: 1 109 espectadores Árbitro(s): Ammar Mahfoodh |

| 23 de febrero | Irán                                                     | 1:1 (t. s.)(3:4 p.)        | Japón                                              | Estadio base de entrenamiento de fútbol juvenil de Shenzhen, Shenzhen |                                                            |
| 16:15         | - Ghandipour 5'                                          | Reporte                    | - Ogura 30'                                        | Asistencia: 1 826 espectadores Árbitro(s): Abdullah Jamali            | Asistencia: 1 826 espectadores Árbitro(s): Abdullah Jamali |
|               |                                                          | Tiros desde el punto penal |                                                    |                                                                       |                                                            |
|               | - Darvishaali - Shahrabadi - Shakouri - Hassani - Andarz |                            | - Nakajima - Takaoka - Takahashi - Sato - Ichihara |                                                                       |                                                            |

| 23 de febrero | Corea del Sur                                                          | 3:3 (t. s.)(3:1 p.)        | Uzbekistán                                    | Campo de entrenamiento de fútbol juvenil n.º 1, Shenzhen  |                                                           |
| 19:30         | - Shin Min-ha 26', 56' - Kim Tae-won 61'                               | Reporte                    | - Jumaev 18' - Urinboev 90' - Khaydarov 90+4' | Asistencia: 1 826 espectadores Árbitro(s): Qasim Al-Hatmi | Asistencia: 1 826 espectadores Árbitro(s): Qasim Al-Hatmi |
|               |                                                                        | Tiros desde el punto penal |                                               |                                                           |                                                           |
|               | - Kim Tae-won - Lee Geon-hee - Shin Min-ha - Kim Ho-jin - Ha Jeong-woo |                            | - Karimov - Khaydarov - Urinboev - Komilov    |                                                           |                                                           |

### Semifinales
| 26 de febrero | Arabia Saudita                                                   | 0:0 (t. s.)(3:2 p.)        | Corea del Sur                                                           | Estadio base de entrenamiento de fútbol juvenil de Shenzhen, Shenzhen |                                                            |
| 16:15         |                                                                  | Reporte                    |                                                                         | Asistencia: 408 espectadores Árbitro(s): Asker Nadjafaliev            | Asistencia: 408 espectadores Árbitro(s): Asker Nadjafaliev |
|               |                                                                  | Tiros desde el punto penal |                                                                         |                                                                       |                                                            |
|               | - Al-Khaibari - Barnawi - Al-Shamrani - Al-Tumbukti - Al-Mahdawi |                            | - Kim Tae-won - Lee Chang-woo - Kim Ho-jin - Kim Seo-jin - Kang Min-woo |                                                                       |                                                            |

| 26 de febrero | Australia                 | 2:0     | Japón | Estadio Bao'an, Shenzhen                                        |                                                                 |
| 19:30         | - Toure 49' - Pearman 67' | Reporte |       | Asistencia: 1 363 espectadores Árbitro(s): Abdulhadi Al-Rowaily | Asistencia: 1 363 espectadores Árbitro(s): Abdulhadi Al-Rowaily |

### Final
| 1 de marzo | Australia                                          | 1:1 (t. s.)(5:4 p.)        | Arabia Saudita                                             | Estadio Bao'an, Shenzhen                                   |                                                            |
| 19:30      | - Agosti 24'                                       | Reporte                    | - Haji 45+2'                                               | Asistencia: 3 355 espectadores Árbitro(s): Hiroki Kasahara | Asistencia: 3 355 espectadores Árbitro(s): Hiroki Kasahara |
|            |                                                    | Tiros desde el punto penal |                                                            |                                                            |                                                            |
|            | - Jovanovic - Badolato - Pearman - Yull - Kikianis |                            | - Al-Khaibri - Al-Shamrani - Al-Mahdawi - Barnawi - Hazazi |                                                            |                                                            |

|                               |
| Bandera de Australia          |
| Campeón Australia 1.er título |

## Clasificados a la Copa Mundial de Fútbol Sub-20 de 2025
Los siguientes equipos de la AFC clasificaron para la Copa Mundial de Fútbol Sub-20 de 2025 a realizarse en Chile.
| Equipo         | Fecha                 | Apariciones previas                                                                                 |
| -------------- | --------------------- | --------------------------------------------------------------------------------------------------- |
| Arabia Saudita | 22 de febrero de 2025 | 9 (1985, 1987, 1989, 1993, 1999, 2003, 2011, 2017, 2019)                                            |
| Australia      | 22 de febrero de 2025 | 15 (1981, 1983, 1985, 1987, 1991, 1993, 1995, 1997, 1999, 2001, 2003, 2005, 2009, 2011, 2013)       |
| Japón          | 23 de febrero de 2025 | 11 (1979, 1995, 1997, 1999, 2001, 2003, 2005, 2007, 2017, 2019, 2023)                               |
| Corea del Sur  | 23 de febrero de 2025 | 16 (1979, 1981, 1983, 1991, 1993, 1997, 1999, 2003, 2005, 2007, 2009, 2011, 2013, 2017, 2019, 2023) |